# Lotta libera ai Giochi della XX Olimpiade - Pesi medi
La competizione della categoria pesi medi (fino a 82 kg) di lotta libera dei Giochi della XX Olimpiade si è svolta dal 27 al 31 agosto 1972 al Wrestling-Judo Hall di Monaco di Baviera.

## Formato
Ad ogni incontro venivano assegnate le seguenti penalità:
| In caso di vittoria | In caso di vittoria     | In caso di pareggio | In caso di pareggio | In caso di sconfitta | In caso di sconfitta              |
| ------------------- | ----------------------- | ------------------- | ------------------- | -------------------- | --------------------------------- |
| 0                   | Per schienata, ritiro   | 2                   |                     | 3                    | Ai punti                          |
| 0,5                 | Per superiorità tecnica | 2,5                 | con passività       | 3,5                  | Per superiorità tecnica           |
| 1                   | Ai punti                | -                   | -                   | 4                    | Per schienata, ritiro, squalifica |

Con sei penalità o più il lottatore veniva eliminato. Quando rimanevano solo due o tre lottatori, si disputava un turno finale per determinare l'ordine delle medaglie.

## Risultati
| Legenda                                  | Legenda |
| ---------------------------------------- | ------- |
| Lottatore con 6 penalità o più Eliminato |         |

### 1º Turno
Si è disputato il 27 agosto
| Vincitore          | Pen. | Risultato             | Sconfitto              | Pen. |
| ------------------ | ---- | --------------------- | ---------------------- | ---- |
| David Aspin        | 4    | Entrambi Squalificati | Harishchandra Birajdar | 4    |
| Tatsuo Sasaki      | 2    | = Parità =            | Ali Hagilou            | 2    |
| Jimmy Martinetti   | 1    | Ai Punti              | Jesús Blanco           | 3    |
| Vasile Iorga       | 1    | Ai Punti              | André Bouchoule        | 3    |
| Peter Neumair      | 0    | Schienata             | Constant Bens          | 4    |
| John Peterson      | 0    | Schienata             | Richard Barraclough    | 4    |
| Jan Wypiorczyk     | 0    | Schienata             | Lupe Lara              | 4    |
| Kurt Elmgren       | 0    | Schienata             | Ghulam Dastagir        | 4    |
| Levan Tediašvili   | 0,5  | Ai Punti              | Ibrahim Diop           | 3,5  |
| Tömöriin Artag     | 1    | Ai Punti              | Hayri Polat            | 3    |
| Horst Stottmeister | 1    | Ai Punti              | István Kovács          | 3    |
| Ivan Iliev         | 1    | Ai Punti              | Taras Hyrb             | 3    |

### 2º Turno
Si è disputato il 28 agosto
| Vincitore           | Pen. | Risultato   | Sconfitto              | Pen. |
| ------------------- | ---- | ----------- | ---------------------- | ---- |
| Tatsuo Sasaki       | 2    | Schienata   | Harishchandra Birajdar | 8    |
| Ali Hagilou         | 3    | Ai Punti    | David Aspin            | 7    |
| Jimmy Martinetti    | 2    | Ai Punti    | André Bouchoule        | 6    |
| Vasile Iorga        | 1    | Schienata   | Jesús Blanco           | 7    |
| Richard Barraclough | 4,5  | Superiorità | Constant Bens          | 7,5  |
| John Peterson       | 1    | Ai Punti    | Peter Neumair          | 3    |
| Jan Wypiorczyk      | 0    | Schienata   | Ghulam Dastagir        | 8    |
| Kurt Elmgren        | 1    | Ai Punti    | Lupe Lara              | 7    |
| Hayri Polat         | 3    | Schienata   | Ibrahim Diop           | 7,5  |
| Levan Tediašvili    | 1,5  | Ai Punti    | Tömöriin Artag         | 4    |
| Horst Stottmeister  | 1    | Schienata   | Ivan Iliev             | 5    |
| István Kovács       | 4    | Ai Punti    | Taras Hyrb             | 6    |

### 3º Turno
Si è disputato il 29 agosto
| Vincitore          | Pen. | Risultato | Sconfitto           | Pen. |
| ------------------ | ---- | --------- | ------------------- | ---- |
| Tatsuo Sasaki      | 3    | Ai Punti  | Jimmy Martinetti    | 5    |
| Vasile Iorga       | 1    | Schienata | Ali Hagilou         | 7    |
| Peter Neumair      | 3    | Schienata | Richard Barraclough | 8,5  |
| John Peterson      | 1    | Schienata | Jan Wypiorczyk      | 4    |
| Levan Tediašvili   | 1,5  | Schienata | Kurt Elmgren        | 5    |
| Horst Stottmeister | 2    | Ai Punti  | Hayri Polat         | 6    |
| Tömöriin Artag     | 5    | Ai Punti  | István Kovács       | 7    |
| Ivan Iliev         | 5    | Esentato  |                     |      |

### 4º Turno
Si è disputato il 30 agosto
| Vincitore          | Pen. | Risultato | Sconfitto        | Pen. |
| ------------------ | ---- | --------- | ---------------- | ---- |
| Tatsuo Sasaki      | 4    | Ai Punti  | Ivan Iliev       | 8    |
| Vasile Iorga       | 1    | Schienata | Jimmy Martinetti | 9    |
| Peter Neumair      | 4    | Ai Punti  | Jan Wypiorczyk   | 7    |
| Levan Tediašvili   | 2,5  | Ai Punti  | John Peterson    | 4    |
| Kurt Elmgren       | 6    | Ai Punti  | Tömöriin Artag   | 8    |
| Horst Stottmeister | 2    | Esentato  |                  |      |

### 5º Turno
Si è disputato il 30 agosto
| Vincitore          | Pen. | Risultato  | Sconfitto     | Pen. |
| ------------------ | ---- | ---------- | ------------- | ---- |
| Horst Stottmeister | 4    | = Parità = | Tatsuo Sasaki | 6    |
| John Peterson      | 5    | Ai Punti   | Vasile Iorga  | 4    |
| Levan Tediašvili   | 3,5  | Ai Punti   | Peter Neumair | 7    |

### 6º Turno
Si è disputato il 31 agosto
| Vincitore        | Pen. | Risultato | Sconfitto          | Pen. |
| ---------------- | ---- | --------- | ------------------ | ---- |
| John Peterson    | 6    | Ai Punti  | Horst Stottmeister | 7    |
| Levan Tediašvili | 4,5  | Ai Punti  | Vasile Iorga       | 7    |

## Classifica finale
| Pos.    | Atleta                 | Nazione          |
| ------- | ---------------------- | ---------------- |
| Oro     | Levan Tediašvili       | Unione Sovietica |
| Argento | John Peterson          | Stati Uniti      |
| Bronzo  | Vasile Iorga           | Romania          |
| 4       | Horst Stottmeister     | Germania Est     |
| 5       | Tatsuo Sasaki          | Giappone         |
| 6       | Peter Neumair          | Germania Ovest   |
| 7       | Kurt Elmgren           | Svezia           |
| 8       | Jan Wypiorczyk         | Polonia          |
| 9       | Ivan Iliev             | Bulgaria         |
|         | Tömöriin Artag         | Mongolia         |
|         | Jimmy Martinetti       | Svizzera         |
| 12      | Hayri Polat            | Turchia          |
| 13      | István Kovács          | Ungheria         |
|         | Ali Hagilou            | Iran             |
| 15      | Richard Barraclough    | Gran Bretagna    |
| 16      | Taras Hyrb             | Canada           |
|         | André Bouchoule        | Francia          |
| 18      | Jesús Blanco           | Argentina        |
|         | Lupe Lara              | Cuba             |
|         | David Aspin            | Nuova Zelanda    |
| 21      | Constant Bens          | Belgio           |
|         | Ibrahim Diop           | Senegal          |
| 23      | Ghulam Dastagir        | Afghanistan      |
|         | Harishchandra Birajdar | India            |